# Luan Michel de Louzã
Luan Michel de Louzã, genannt Luan, (* 21. September 1988 in Araras) ist ein brasilianischer Fußballspieler.

## Karriere
Luan startete seine Karriere in der brasilianischen Série B. Aufgrund guter Leistungen, erhielt er 2009 ein Angebot aus Frankreich. Beim französischen Erstligisten FC Toulouse konnte er sich nicht durchsetzen und wurde bereits 2010 wieder nach Brasilien ausgeliehen.
Er kam zur SE Palmeiras. In der Meisterschaft 2010 spielte Luan keine tragende Rolle im Verein. Der Verein übernahm den Spieler Anfang 2011 von Toulouse. In diesem Jahr konnte sich der Spieler etablieren und bestritt 34 von 38 möglichen Pflichtspielen in der Meisterschaftsrunde. Dabei erzielte er neun Tore. Das Jahr 2012 verlief wieder durchwachsen, Luan spielte nur noch 18 Mal in der Meisterschaft. Trug aber auch seinen Teil zum Gewinn des Copa do Brasil 2008 bei. Am Ende der Saison wurde er an Cruzeiro nach Belo Horizonte ausgeliehen.
Beim Cruzeiro EC füllt Luan die Rolle eines Ergänzungsspielers. In der Meisterschaft 2013 betritt er 16 Spiele, wobei er neun davon von der Bank kam. Er steuerte zum Gewinn des dritten Meistertitels von Cruzeiro fünf Tore bei.
Nach einem weiteren Leihgeschäft ins Ausland an al-Schardscha, kam Luan 2016 zurück zu Palmeiras. Mit diesem startete er zunächst noch in die Série A 2016. Im August wurde Luan an den Ligakonkurrenten Atletico Paranaense ausgeliehen.
Zu Beginn der Saison 2017 wurde Luan wieder ausgeliehen. Für die Spiele in der Staatsmeisterschaft von São Paulo lief er für Red Bull Brasil auf. Auch zum Start der Meisterschaftsrunde 2017 spielte Luan keine Rolle in den Planungen von Palmeiras und wurde an den América Mineiro ausgeliehen. Mit dem Klub trat er in der Série B an und wurde mit diesem Meister. Für die Saison 2018 wurde Luan fest von América Mineiro übernommen.
Im Januar 2019 gab Sport Recife die Verpflichtung von Luan bekannt. Mit Sport trat er lediglich in acht Spielen der Staatsmeisterschaft von Pernambuco an, welche gewonnen werden konnte. Im Zuge der Austragung der Série B 2019 stand Luan in keinem Spiel im Kader. Ende März 2020 wurde sein Vertrag von Sport gekündigt. Ende August des Jahres gab der Oeste FC seine Verpflichtung bekannt. Mit Oeste trat Luan in elf Spielen (ein Tor) in der Série B 2020 an. Am Saisonende musste der Klub als Tabellenletzter in die Série C 2021 ab.
Zur Saison 2021 unterschrieb Luan beim SD Atibaia. Bereits 2022 ging die Reise von Luan weiter. Er unterzeichnete bei Associação Portuguesa de Desportos. Der Vertrag erhielt eine Laufzeit bis zum Ende der Staatsmeisterschaft 2022. In der zweiten Liga dieses Wettbewerbs konnte er im April den Titelgewinn feiern (16 Spiele, zwei Tore). Danach ging Luan zum Floresta EC, um für diesen in der Série C 2022 aufzulaufen. Diese konnte der Klub im Oktober gewinnen, Luan war zu dem Zeitpunkt aber kein Spieler des Klubs mehr. Im August war er zu Portuguesa zurückgekehrt. Hier trat er in vier Spielen des Staatspokal von São Paulo an. Nach dem Ausscheiden aus dem Turnier im Halbfinale wurde sein Vertrag nicht verlängert. In der Folge trat er für unterklassige Klubs seiner Heimat an.

## Erfolge
Palmeiras
- Copa do Brasil: 2012

Cruzeiro
- Campeonato Brasileiro: 2013
- Staatsmeisterschaft von Minas Gerais: 2014

América Mineiro
- Série B: 2017

Sport Recife
- Staatsmeisterschaft von Pernambuco: 2019

Portuguesa
- Staatsmeisterschaft von São Paulo Série A2: 2022